# MUSIS
Проект MUSIS (аббревиатура от англ. Multinational Space-based Imaging System for Surveillance, Reconnaissance and Observation — Международная космическая система получения изображений для разведки и наблюдения) — европейская программа спутниковой видовой разведки, совместный проект Франции, Германии, Бельгии, Испании, Греции и Италии под эгидой Европейского оборонного агентства.
Реализацию проекта предполагается начать с 2015 г. Проект предусматривает со временем замену всех основных типов разведывательных спутников, находящихся в настоящее время в эксплуатации: французских Helios, итальянских COSMO-SkyMed и немецких SAR-Lupe. При этом Франция решила начать осуществление на национальном уровне программы видовой разведки на основе двух спутников (из системы трех спутников, которые планируется запустить). Первый спутник будет вести разведку, в то время как второй на более низкой орбите будет делать изображения более высокого разрешения.
MUSIS должен включить в себя четыре компонента:
- оптические спутники видовой разведки, действующие в видимом и инфракрасном диапазонах (фр. Composante Spatiale Optique, CSO). Этот компонент реализуется Францией в сотрудничестве с другими странами. Бюджет проекта был утверждён министерством обороны Франции в мае 2009 года, ведущей организацией проекта определён Национальный центр космических исследований. С компанией EADS Astrium был заключен контракт на €66 млн для проектирования и разработки будущих спутников.
- спутниковая программа видовой разведки, реализуемая испанскими спутниками как в мирных, так и в военных целях;
- программа немецких радиолокационных спутников высокого разрешения для использования в военных целях;
- программа итальянских радиолокационных спутников высокого разрешения для использования в гражданских и военных целях.

Проект MUSIS является конкурентом германо-американскому проекту HiROS.